# Pemberton (Columbia Británica)
Pemberton es un pueblo canadiense situado en la provincia de Columbia Británica.

## Superficie
Pemberton tiene una superficie de 61,36 km².

## Demografía
En 2021, tenía 3407 habitantes, una densidad poblacional de 55,5 hab./km², y 1430 viviendas.